# Zweiquellentheorie

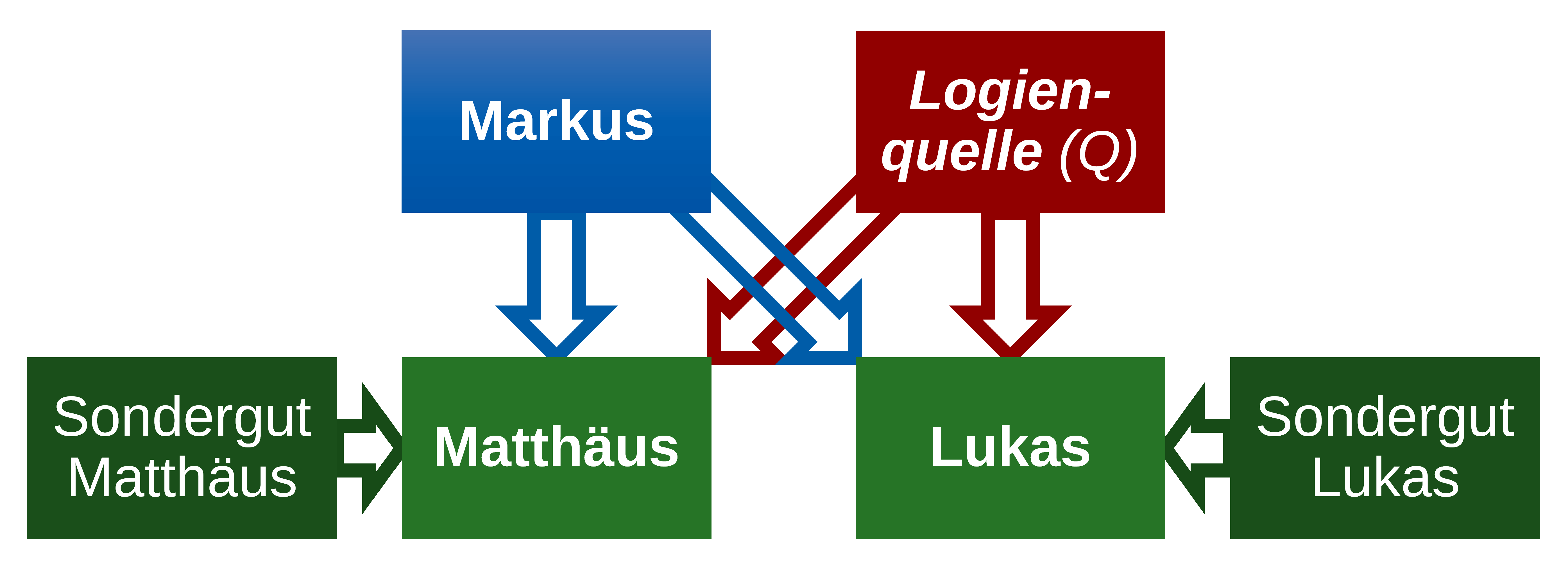
Zweiquellentheorie

Die Zweiquellentheorie ist eine literarkritische Hypothese zur Frage der Entstehung der synoptischen Evangelien. Kernpunkt der Zweiquellentheorie zur Lösung des synoptischen Problems ist die Annahme, dass die Evangelisten Matthäus und Lukas zwei Quellen verwendet haben, nämlich das Markusevangelium und eine nicht erhaltene, erschlossene Quelle, die so genannte Logienquelle, abgekürzt (Q). Neben diesen beiden Hauptquellen hätten ihnen jeweils eigene mündliche und schriftliche Quellen zur Verfügung gestanden, das so genannte Sondergut.
Die Zweiquellentheorie wurde im 19. Jahrhundert erstmals von Christian Hermann Weisse 1838 in seiner Arbeit Die evangelische Geschichte kritisch und philosophisch betrachtet formuliert. Im gleichen Jahr erschien von Christian Gottlob Wilke Der Urevangelist oder exegetisch kritische Untersuchung über das Verwandtschaftsverhältnis der drei ersten Evangelien, in welcher Wilke ebenfalls umfassend die Markus-Priorität begründet. Doch Wilke ging davon aus, dass der Autor des Matthäus-Evangeliums neben dem Markus-Evangelium jenes von Lukas herangezogen habe, so dass Wilkes Arbeit der so genannten Benutzungstheorie zugeordnet wird, zu welcher gleichfalls die Zwei-Evangelien-Hypothese (auch ‚Griesbach-Hypothese‘) zählt. Der Durchbruch der Zweiquellentheorie erfolgte mit den Veröffentlichungen von Heinrich Julius Holtzmann in der zweiten Hälfte des 19. Jh, so z. B. mit dem Werk Die synoptischen Evangelien, ihr Ursprung und geschichtlicher Charakter (1863). Die Päpstliche Bibelkommission verwarf Anfang des 20. Jahrhunderts in mehreren Antworten die Zweiquellentheorie und bekräftigte traditionelle Annahmen der Abfassung der Evangelien durch Apostel und Apostelschüler.
Sie ist die heute am weitesten verbreitete literarkritische Theorie zu den Synoptikern. In den USA werden weiterhin die ‚Zwei-Evangelien-Hypothese‘ und in Großbritannien die Farrerhypothese als wissenschaftliche Erklärungsmodelle für die Entstehung der synoptischen Evangelien herangezogen.

## Ursprung
Folgende Beobachtungen bei den synoptischen Evangelien haben dazu geführt, dass die Zweiquellentheorie breite Anerkennung gefunden hat:
- Mehrfachüberlieferung: In den synoptischen Evangelien gibt es Perikopen, die in allen drei Evangelien stehen (triplex traditio), andere, die in zwei Evangelien stehen (duplex traditio), wieder andere, die nur in einem der Evangelien stehen (simplex traditio). Bei der duplex traditio kommen alle Kombinationen vor: Mt-Mk, Mt-Lk und Mk-Lk.
- Wortlaut-Übereinstimmung: Dass die Perikopen zum Teil bis in den Wortlaut hinein übereinstimmen, spricht für eine literarische Abhängigkeit, d. h. Abschreiben und nicht bloßes Schöpfen aus der gleichen (mündlichen) Überlieferung.
- Stoffquantum und Reihenfolge: Nur wenige Stücke des Markusevangeliums fehlen sowohl bei Matthäus als auch Lukas (5 % des Textes), es gibt also wenig markinisches Sondergut. Außerdem zeigt sich bei der dreifachen Überlieferung, dass Matthäus und Lukas nie beide von der Reihenfolge bei Markus abweichen, sondern immer nur einer. Beide Beobachtungen sprechen für die Markuspriorität, d. h. für die Annahme, dass das Markusevangelium das älteste der drei Evangelien ist und den beiden anderen als Vorlage diente – und für die Unabhängigkeit von Matthäus und Lukas untereinander, zumindest bei der Dreifachüberlieferung.
- Mt/Lk-Übereinstimmungen: Matthäus und Lukas haben gemeinsame nichtmarkinische Stücke, vor allem Redestücke. Diese gemeinsamen Stücke finden sich jeweils an ganz verschiedenen Stellen. Daher nimmt man für diese gemeinsamen Stücke eine zusätzliche, von beiden genutzte Quelle an, die Spruchquelle oder Logienquelle Q.

## Varianten
Die Zweiquellentheorie vermag viele, aber nicht alle literarkritischen Beobachtungen bei den synoptischen Evangelien befriedigend zu erklären. Kritiker äußern, dass die Zweiquellentheorie mehr Fragen aufwerfe, als sie beantworte. Aus diesem Grund wurden Varianten entworfen, welche die Zweiquellentheorie zu Grunde legen, aber in die eine oder andere Richtung erweitern.
- Urmarkus-Hypothese: Diese Hypothese besagt, Matthäus und Lukas hätten nicht das uns heute vorliegende Markusevangelium verwendet, sondern eine frühere Fassung, einen sogenannten „Urmarkus“, der später erweitert worden sei. Möglicherweise habe beiden auch nicht die gleiche Markus-Fassung vorgelegen. Diese Hypothese beruft sich darauf, dass sich so das Markus-Sondergut und die lukanische Lücke, also die Tatsache erklären lasse, dass im Lukasevangelium der Komplex Mk 6,45 EU – 8,26 EU fehlt.

- Vierquellentheorie: Zusätzlich zu Markus und Q hätten sowohl Matthäus als auch Lukas jeweils eine weitere Quelle benutzt, die keiner der anderen Evangelisten kenne. Aus dieser Quelle hätten sie das Sondergut geschöpft. Die Vierquellentheorie (und andere Mehrquellentheorien) krankt daran, dass es sehr schwierig zu begründen ist, warum es sich um literarische Quellen und nicht um mündliche Überlieferung handeln sollte.

## Kritik
Wegen der ungelösten Probleme bei Zugrundelegung der Zweiquellentheorie werden weiterhin Alternativlösungen entwickelt, diskutiert und vertreten. Für eine Übersicht siehe den Artikel Synoptisches Problem.
Die hauptsächlichen Probleme der Zweiquellentheorie sind:
- Sondergut im Markusevangelium: Die von Matthäus und Lukas ausgelassenen Markustexte (ca. 5 % des Textes), hauptsächlich Heilungen von Tauben und Blinden, stellen ein Problem dar. Denn die Auslassungen können nicht immer als redaktionelle Bearbeitung durch Matthäus und Lukas erklärt werden.
- Umfangreiche Auslassungen markinischer Formulierungen: Matthäus hätte ca. 18 % und Lukas ca. 34 % der Formulierungen der Markusvorlage weggelassen. Damit ist die literarische Abhängigkeit in Frage gestellt.[4]
- Minor Agreements („kleinere Übereinstimmungen“): Dabei handelt es sich um rund 700, zumeist kleinere Übereinstimmungen zwischen Matthäus und Lukas gegen Markus im Markusstoff.[5] Die Annahme, Matthäus und Lukas hätten an vielen Stellen unabhängig voneinander die gleiche Änderung (Textvariante, Zufügung oder Auslassung) am Markustext vorgenommen, ist unglaubwürdig. Rund zwanzig minor agreements sind nicht als zufällige Übereinstimmungen erklärbar.[6] Daher wird in neueren Lösungsansätzen angenommen, dass Matthäus und Lukas nicht auf das uns überlieferte Markusevangelium zurückgegriffen haben, sondern auf eine ältere Form („Ur-Markus“) oder auf eine bearbeitete Form, die Deuteromarkus („Zweiter Markus“) genannt wird.
- Passion und Auferstehung Jesu in Q und Sondergut: Wie oben geschildert bestünden das Sondergut und Q aus den Texten, die übrigbleiben, wenn man die Texte von Matthäus und Lukas zusammennimmt und die ursprünglich Markus zugeschriebenen Texte abzieht. Die übrigbleibenden Texte würden dann aber keinerlei Aussagen über Jesu Passion und Auferstehung enthalten: Ob eine christliche Schrift aus dem ersten Jahrhundert diese Themen auslassen könnte, ist fraglich. Bei Passion und Auferstehung müssten – dieser Auffassung zufolge – zumindest die Reden (Logien) beim Abendmahl vorhanden sein.
- Hypothetischer Charakter: Die Logienquelle Q ist eine erschlossene, rein hypothetische Größe. Es existieren von ihr keine Handschriften. Das Gleiche gilt für die Sondergutsquellen in der Vierquellentheorie. Zudem werden die (vermuteten) Quellen nirgends durch antike Autoren erwähnt, obwohl sie sie gekannt oder gar benutzt haben könnten oder müssten. Die Zwei- bzw. Vierquellentheorie bleiben daher Hypothesen.

Anhänger der Traditionshypothese erklären die Gemeinsamkeiten der Evangelien durch mündliche Tradition und kritisieren damit nicht nur spezifisch die Zweiquellentheorie, sondern grundsätzlich jede Form einer Benutzungshypothese, die von literarischer Abhängigkeit der Evangelien ausgeht.

## Belege
1. ↑  Martin Ebner: Die synoptische Frage, in: Martin Ebner, Stefan Schreiber (Hrsg.): Einleitung in das Neue Testament. Verlag W. Kohlhammer, Stuttgart 2008. S. 75f.
2. ↑  Markus Tiwald: Die Logienquelle. Text, Kontext, Theologie. Verlag W. Kohlhammer, Stuttgart 2016. S. 18.
3. ↑  Udo Schnelle: Einleitung in das Neue Testament. Vandenhoeck & Ruprecht, Göttingen 2017. S. 210.
4. ↑  Eta Linnemann: Gibt es ein synoptisches Problem?, VTR, Nürnberg 1998 (3. überarb. Auflage), S. 96.
5. ↑  Bibelwissenschaft.de zum Thema
6. ↑  Robert L. Thomas: An investigation of the agreements between Matthew and Luke against Mark (PDF; 1,0 MB), Journal of the Evangelical Theological Society (JETS) Vol. 19-2 (1976), S. 103.